# Amos H. Jackson
Amos Henry Jackson (10 de mayo de 1846 – 30 de agosto de 1924) fue un Representante estadounidense por Ohio.
Nacido cerca de  Frankin, New York, Jackson se mudó con sus padres a Gibson, Nueva York en 1854, y a una granja cerca de Corning, Nueva York en 1862, donde asistió a las escuelas comunes.  Se mudó a Ohio en 1866.  Trabajó como carpintero.  Se asentó en Fremont, Ohio en 1882 y se dedicó al comercio de los productos secos al por menor así como a los negocios del calzado y más tarde se dedicó a las manufacturas.  Fue elegido alcalde de Fremont de 1897 a 1901.
Jackson fue elegido como republicano  en el 58.º Congreso (4 de marzo de 1903 – 3 de marzo de 1905).  No se presentó a las candidaturas de 1904.  Retomó sus intereses en la manufactura en Fremont hasta 1922 cuando se jubiló.  Murió en Fremont, el 30 de agosto de 1924.  Está enterrado en el cementerio de Oakwood. 